# Einwohnerentwicklung von Bielefeld
Dieser Artikel gibt die Einwohnerentwicklung von Bielefeld tabellarisch und graphisch wieder.
Am 31. Dezember 2024 betrug die amtliche Einwohnerzahl von Bielefeld nach Fortschreibung des Statistischen Landesamtes von Nordrhein-Westfalen 331.605 Einwohner (nur Hauptwohnsitze und nach Abgleich mit den anderen Landesämtern), wobei die tatsächlich gemeldete Einwohnerzahl 344.009 beträgt (2024: 343.801).

## Einwohnerentwicklung
Im Mittelalter und der frühen Neuzeit lebten in Bielefeld nur wenige tausend Menschen. Die Bevölkerungszahl wuchs sehr langsam und ging wegen der zahlreichen Kriege, Seuchen und Hungersnöte immer wieder zurück. Erst mit dem Beginn der Industrialisierung im 19. Jahrhundert beschleunigte sich das Bevölkerungswachstum. Lebten 1811 erst 5.613 Menschen in der Stadt, so waren es 1900 bereits 63.000.
Am 1. Oktober 1930 überschritt die Einwohnerzahl der Stadt (in den damals gültigen Grenzen) durch die Eingemeindung mehrerer Orte die Marke von 100.000 und machte Bielefeld damit zur Großstadt. Im Zweiten Weltkrieg sank die Bevölkerungszahl von 129.000 im Mai 1939 auf 70.000 im April 1945. Wegen des Zustromes von Flüchtlingen und Vertriebenen aus den deutschen Ostgebieten stieg die Einwohnerzahl bis 1960 auf über 175.000, sank dann bis 1972 auf 167.000. Einige Quellen sprechen von einer Flüchtlingszahl von rund 60.000 Personen, die sich nach dem Krieg in der Stadt niedergelassen haben.
Am 1. Januar 1973 verdoppelte sich diese Zahl durch die Eingemeindung der meisten zum Kreis gehörenden Orte, darunter Brackwede (39.856 Einwohner 1970), Sennestadt (20.187 Einwohner 1970) und Senne I (17.421 Einwohner 1970), auf 321.000. Im Jahre 2003 erreichte die Bevölkerungszahl mit 328.452 erstmals einen Höchststand. Im Jahre 2006 stand die Stadt mit 325.846 Einwohnern unter den deutschen Großstädten an 18., innerhalb Nordrhein-Westfalens an achter Stelle. Ende September 2018 erreichte die amtliche Einwohnerzahl ihren bisherigen Höchststand mit 333.533 Personen.
Die folgende Übersicht zeigt die Einwohnerzahlen nach dem jeweiligen Gebietsstand. Bis 1811 handelt es sich meistens um Schätzungen, danach um Volkszählungsergebnisse (¹) oder amtliche Fortschreibungen der Stadtverwaltung (bis 1970) und des Statistischen Landesamtes (ab 1971). Die Angaben beziehen sich ab 1834 auf die „Zollabrechnungsbevölkerung“, ab 1871 auf die „Ortsanwesende Bevölkerung“, ab 1925 auf die Wohnbevölkerung und seit 1987 auf die „Bevölkerung am Ort der Hauptwohnung“. Vor 1834 wurde die Einwohnerzahl nach uneinheitlichen Erhebungsverfahren ermittelt.

### Von 1510 bis 1870
(jeweiliger Gebietsstand)
| Jahr/Datum | Einwohner |
| ---------- | --------- |
| 1510       | 2.500     |
| 1600       | 3.000     |
| 1718       | 2.967     |
| 1740       | 2.797     |
| 1743       | 2.737     |
| 1756       | 3.119     |
| 1763       | 3.130     |
| 1777       | 2.961     |
| 1783       | 2.896     |
| 1787       | 5.302     |

| Datum             | Einwohner |
| ----------------- | --------- |
| 1798              | 5.581     |
| 1811              | 5.613     |
| 1. Dezember 1816¹ | 6.658     |
| 1. Dezember 1817¹ | 6.550     |
| 1818              | 6.008     |
| 1. Dezember 1820¹ | 6.627     |
| 1. Dezember 1828¹ | 6.500     |
| 3. Dezember 1834¹ | 5.874     |
| 3. Dezember 1840¹ | 6.994     |
| 3. Dezember 1843¹ | 10.149    |

| Datum             | Einwohner |
| ----------------- | --------- |
| 3. Dezember 1846¹ | 10.637    |
| 3. Dezember 1849¹ | 10.308    |
| 3. Dezember 1852¹ | 11.290    |
| 3. Dezember 1855¹ | 11.630    |
| 3. Dezember 1858¹ | 12.669    |
| 3. Dezember 1861¹ | 13.846    |
| 3. Dezember 1864¹ | 16.523    |
| 3. Dezember 1867¹ | 18.701    |

¹ Volkszählungsergebnis

### Von 1871 bis 1944
(jeweiliger Gebietsstand)
| Datum             | Einwohner |
| ----------------- | --------- |
| 1. Dezember 1871¹ | 21.803    |
| 1. Dezember 1875¹ | 26.377    |
| 1. Dezember 1880¹ | 30.657    |
| 1. Dezember 1885¹ | 34.931    |
| 1. Dezember 1890¹ | 39.950    |
| 2. Dezember 1895¹ | 47.455    |
| 1. Dezember 1900¹ | 63.046    |
| 1. Dezember 1905¹ | 71.796    |
| 1. Dezember 1910¹ | 78.380    |
| 31. Dezember 1914 | 82.617    |
| 1. Dezember 1916¹ | 69.387    |
| 5. Dezember 1917¹ | 68.609    |
| 8. Oktober 1919¹  | 79.049    |

| Datum             | Einwohner |
| ----------------- | --------- |
| 31. Dezember 1919 | 80.725    |
| 31. Dezember 1920 | 81.414    |
| 31. Dezember 1921 | 83.407    |
| 31. Dezember 1922 | 84.392    |
| 31. Dezember 1923 | 84.629    |
| 31. Dezember 1924 | 86.584    |
| 16. Juni 1925¹    | 86.062    |
| 31. Dezember 1925 | 88.700    |
| 31. Dezember 1926 | 89.025    |
| 31. Dezember 1927 | 90.272    |
| 31. Dezember 1928 | 90.690    |
| 31. Dezember 1929 | 89.744    |
| 31. Dezember 1930 | 120.963   |

| Datum             | Einwohner |
| ----------------- | --------- |
| 31. Dezember 1931 | 121.137   |
| 31. Dezember 1932 | 121.242   |
| 16. Juni 1933¹    | 121.031   |
| 31. Dezember 1933 | 121.010   |
| 31. Dezember 1934 | 122.272   |
| 31. Dezember 1935 | 123.051   |
| 31. Dezember 1936 | 124.474   |
| 31. Dezember 1937 | 125.745   |
| 31. Dezember 1938 | 128.900   |
| 17. Mai 1939¹     | 129.466   |
| 31. Dezember 1939 | 130.700   |
| 31. Dezember 1940 | 127.144   |

¹ Volkszählungsergebnis
Quelle: Stadt Bielefeld

### Von 1945 bis 1989
(jeweiliger Gebietsstand)
| Datum               | Einwohner |
| ------------------- | --------- |
| 30. April 1945      | 70.000    |
| 31. Dezember 1945   | 109.534   |
| 29. Oktober 1946¹   | 132.276   |
| 31. Dezember 1947   | 141.935   |
| 13. September 1950¹ | 154.277   |
| 31. Dezember 1951   | 162.041   |
| 31. Dezember 1952   | 165.180   |
| 31. Dezember 1953   | 169.243   |
| 25. September 1956¹ | 171.760   |
| 31. Dezember 1960   | 175.076   |
| 6. Juni 1961¹       | 175.517   |
| 31. Dezember 1961   | 174.402   |
| 31. Dezember 1962   | 174.148   |
| 31. Dezember 1963   | 173.140   |

| Datum             | Einwohner |
| ----------------- | --------- |
| 31. Dezember 1964 | 171.520   |
| 31. Dezember 1965 | 172.176   |
| 31. Dezember 1966 | 172.913   |
| 31. Dezember 1967 | 171.368   |
| 31. Dezember 1968 | 170.433   |
| 31. Dezember 1969 | 170.727   |
| 27. Mai 1970¹     | 168.937   |
| 31. Dezember 1970 | 169.134   |
| 31. Dezember 1971 | 168.011   |
| 31. Dezember 1972 | 166.687   |
| 31. Dezember 1973 | 321.200   |
| 31. Dezember 1974 | 319.611   |
| 31. Dezember 1975 | 316.058   |
| 31. Dezember 1976 | 314.258   |

| Datum             | Einwohner |
| ----------------- | --------- |
| 31. Dezember 1977 | 313.230   |
| 31. Dezember 1978 | 312.518   |
| 31. Dezember 1979 | 312.357   |
| 31. Dezember 1980 | 312.708   |
| 31. Dezember 1981 | 311.864   |
| 31. Dezember 1982 | 309.964   |
| 31. Dezember 1983 | 305.481   |
| 31. Dezember 1984 | 301.460   |
| 31. Dezember 1985 | 299.727   |
| 31. Dezember 1986 | 299.360   |
| 25. Mai 1987¹     | 305.566   |
| 31. Dezember 1987 | 307.047   |
| 31. Dezember 1988 | 311.946   |
| 31. Dezember 1989 | 315.096   |

¹ Volkszählungsergebnis
Quellen: Stadt Bielefeld (bis 1970), Landesamt für Datenverarbeitung und Statistik Nordrhein-Westfalen (ab 1971)

### Ab 1990
| Datum             | Einwohner |
| ----------------- | --------- |
| 31. Dezember 1990 | 319.037   |
| 31. Dezember 1991 | 322.132   |
| 31. Dezember 1992 | 324.287   |
| 31. Dezember 1993 | 324.674   |
| 31. Dezember 1994 | 324.067   |
| 31. Dezember 1995 | 324.066   |
| 31. Dezember 1996 | 324.132   |
| 31. Dezember 1997 | 323.223   |
| 31. Dezember 1998 | 321.831   |
| 31. Dezember 1999 | 321.125   |
| 31. Dezember 2000 | 321.758   |
| 31. Dezember 2001 | 323.373   |

| Datum             | Einwohner |
| ----------------- | --------- |
| 31. Dezember 2002 | 324.815   |
| 31. Dezember 2003 | 328.452   |
| 31. Dezember 2004 | 328.012   |
| 31. Dezember 2005 | 326.925   |
| 31. Dezember 2006 | 325.846   |
| 31. Dezember 2007 | 324.912   |
| 31. Dezember 2008 | 323.615   |
| 31. Dezember 2009 | 323.084   |
| 31. Dezember 2010 | 323.270   |
| 9. Mai 2011       | 326.870¹  |
| 31. Dezember 2011 | 327.199   |
| 31. Dezember 2012 | 328.314   |

| Datum             | Einwohner |
| ----------------- | --------- |
| 31. Dezember 2013 | 328.864   |
| 31. Dezember 2014 | 329.782   |
| 31. Dezember 2015 | 333.090   |
| 31. Dezember 2016 | 333.451   |
| 31. Dezember 2017 | 332.552   |
| 31. Dezember 2018 | 333.786   |
| 31. Dezember 2019 | 334.195   |
| 31. Dezember 2020 | 333.509   |
| 31. Dezember 2021 | 334.002   |
| 31. Dezember 2022 | 331.385   |
| 31. Dezember 2023 | 331.519   |
| 31. Dezember 2024 | 331.605   |

¹ Volkszählungsergebnis,
Quelle: Landesbetrieb Information und Technik Nordrhein-Westfalen (IT.NRW)

## Bevölkerungsprognosen
In ihrem 2006 publizierten „Wegweiser Demographischer Wandel 2020“, in dem die Bertelsmann-Stiftung Daten zur Entwicklung der Einwohnerzahl von 2.959 Kommunen in Deutschland lieferte, wurde für Bielefeld ein Anstieg der Bevölkerung zwischen 2003 und 2020 um 3,6 Prozent (11.944 Personen) vorausgesagt. Im Jahr 2011 folgte eine neue Studie (nach einer dazwischenliegenden 2009) von Bertelsmann. In dieser wurde ein stetiger Bevölkerungsrückgang prognostiziert. Beide Studien wurden durch die tatsächliche Bevölkerungsentwicklung nicht bestätigt.
Die Vorausberechnung des Statistischen Landesamtes Nordrhein-Westfalen aus dem Jahr 2015 geht von einem Anstieg der Bevölkerung in den kommenden Jahren aus, so soll die Einwohnerzahl bis 2040 auf 336.600 ansteigen.
Im März 2016 veröffentlichte die Deutsche Postbank AG eine unter Leitung von Michael Bräuninger, Professor an der Helmut-Schmidt-Universität, durchgeführte Studie unter dem Titel Wohnatlas 2016 – Leben in der Stadt, in der für 36 deutsche Großstädte auch eine Bevölkerungsprognose für das Jahr 2030 durchgeführt wird. Sie berücksichtigt auch explizit den Zuzug im Rahmen der Flüchtlingskrise in Deutschland ab 2015. Für Bielefeld wird darin von 2015 bis 2030 trotz Flüchtlingszuzug ein Bevölkerungsrückgang von 2,49 % vorhergesagt.
Entgegen der o. g. Prognosen für einen Rückgang der Bevölkerung ist lt. Statistik der Stadt die Bevölkerung in 18 Monaten von 328.316 (30. Juni 2014) um 5.682 oder 1,7 Prozent auf 333.998 (31. Dezember 2015) angestiegen.

## Bevölkerungsstruktur
| Bevölkerung                                                            | Stand 30. Juni 2015 |
| ---------------------------------------------------------------------- | ------------------- |
| Einwohner mit Hauptwohnsitz                                            | 330.207             |
| davon männlich                                                         | 159.733             |
| weiblich                                                               | 170.474             |
| Deutsche (erste Staatsangehörigkeit)                                   | 287.531             |
| davon männlich                                                         | 138.466             |
| weiblich                                                               | 149.065             |
| Ausländer                                                              | 42.676              |
| davon männlich                                                         | 21.267              |
| weiblich                                                               | 21.409              |
| Ausländeranteil in Prozent (alleinige oder zweite Staatsangehörigkeit) | 13,4                |

## Altersstruktur

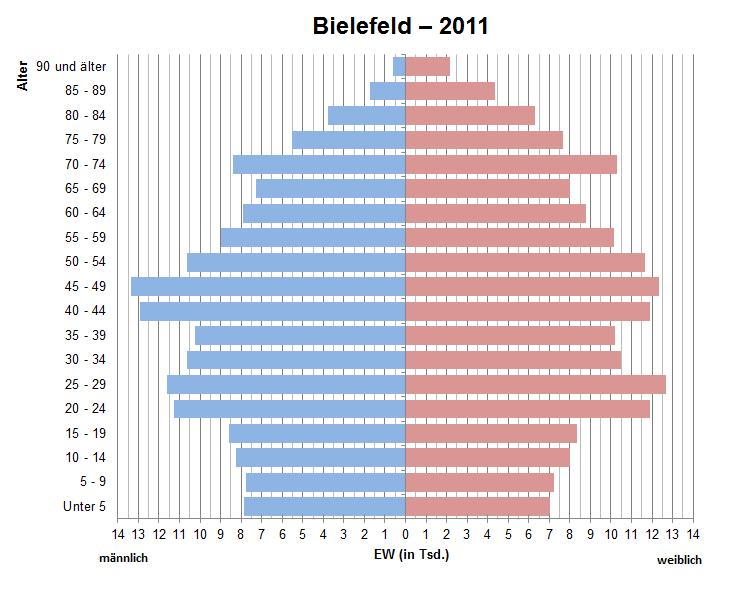
Bevölkerungspyramide für Bielefeld (Datenquelle: Zensus 2011.)

Die folgende Übersicht zeigt die Altersstruktur vom 31. Dezember 2014 (Hauptwohnsitze).
| Alter von – bis | Einwohnerzahl |
| --------------- | ------------- |
| 0 – unter 3     | 8.912         |
| 3 – unter 6     | 8.727         |
| 6 – unter 10    | 11.890        |
| 10 – unter 15   | 15.310        |
| 15 – unter 18   | 10.182        |
| 18 – unter 21   | 11.210        |
| 21 – unter 25   | 18.720        |
| 25 – unter 30   | 24.311        |
| 30 – unter 40   | 42.435        |
| 40 – unter 45   | 21.478        |
| 45 – unter 60   | 71.598        |
| 60 – unter 65   | 18.266        |
| 65 – unter 70   | 14.512        |
| 70 – unter 75   | 15.959        |
| 75 und älter    | 35.817        |
| Gesamt 2014     | 329.327       |

## Stadtbezirke

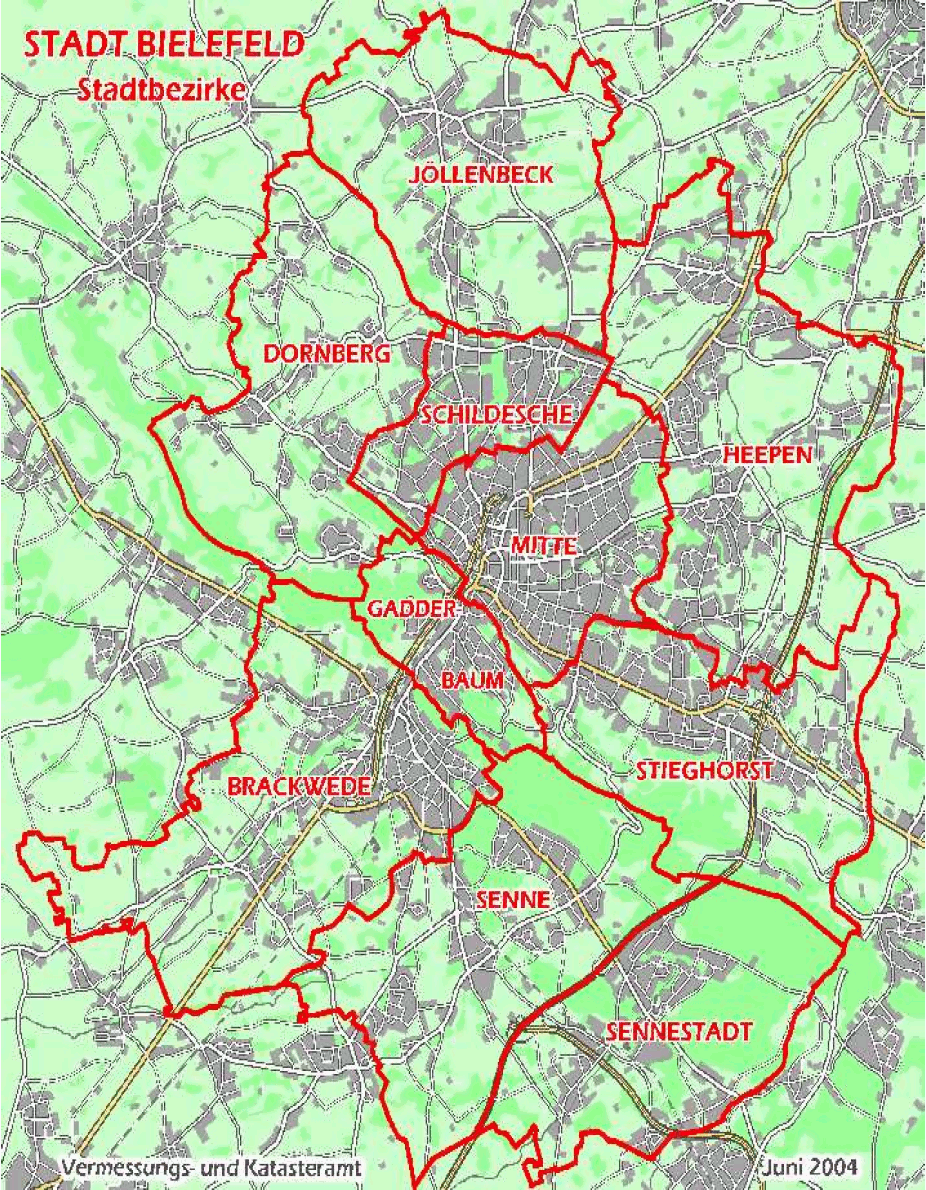
Stadtbezirke

Die Einwohnerzahlen in der folgenden Tabelle beziehen sich auf den 1. Januar 1973, 31. Dezember 1995, 31. März 2008 und 30. Juni 2015 (Melderechtlich registrierte Einwohner am Ort der Hauptwohnung).
| Name        | Fläche in km² | Einwohner 1973 | Einwohner 1995 | Einwohner 2008 | Einwohner 2015 | Einwohner 2023 | Einwohner pro km² 2023 |
| ----------- | ------------- | -------------- | -------------- | -------------- | -------------- | -------------- | ---------------------- |
| Brackwede   | 38,24         | 39.348         | 38.386         | 38.740         | 39.005         | 40.873         | 1.069                  |
| Dornberg    | 29,16         | 14.033         | 19.226         | 19.246         | 19.037         | 20.297         | 696                    |
| Gadderbaum  | 8,69          | 15.290         | 11.792         | 10.434         | 10.339         | 10.210         | 1.175                  |
| Heepen      | 38,15         | 35.508         | 44.605         | 46.487         | 47.065         | 48.251         | 1.265                  |
| Jöllenbeck  | 29,78         | 15.092         | 19.918         | 21.630         | 21.971         | 23.309         | 783                    |
| Mitte       | 18,59         | 91.454         | 78.167         | 76.259         | 78.144         | 81.616         | 4.390                  |
| Schildesche | 10,98         | 44.600         | 40.392         | 40.641         | 41.078         | 42.595         | 3.879                  |
| Senne       | 32,30         | 17.570         | 20.701         | 19.996         | 20.366         | 21.333         | 660                    |
| Sennestadt  | 24,77         | 22.332         | 22.080         | 21.352         | 21.237         | 22.415         | 905                    |
| Stieghorst  | 27,96         | 25.770         | 29.892         | 31.930         | 31.965         | 33.110         | 1.184                  |
| Bielefeld   | 258,63        | 320.997        | 325.159        | 326.715        | 330.207        | 344.009        | 1.291                  |

Quelle: Stadt Bielefeld